# Freccia
O Freccia ( italiano : Flecha) é um veículo de combate de infantaria com rodas 8x8 italiano em uso com o exército italiano. O Freccia é construído por um consórcio que combina Iveco (casco, motor, suspensão) e Oto Melara (armamento).

## Design
O Freccia é uma variante melhorada e blindada do caça-tanques Centauro com rodas equipado com a torre Hitfist (uma evolução da torre usada no veículo de combate de infantaria Dardo ), que está armada com um canhão automático Oerlikon KBA 25mm e carrega 200 tiros de 25 × munição de 137 mm. Duas metralhadoras da OTAN de 7,62 mm também estão instaladas. Além disso, um par de Spike MR/LR mísseis antitanque podem ser instalados na torre. A torre Hitfist teoricamente também poderia caber canhões e canhões de até 60 mm de calibre. Quatro lançadores de granadas de fumaça de 80 mm são montados em cada lado da torre. O sistema de controle de fogo é o mesmo da versão de reconhecimento/anti-tanque Centauro. O Freccia pode transportar até oito tropas prontas para o combate.

## Compras
Em 2006, o governo italiano encomendou um primeiro lote de 249 veículos Freccia nas versões: 190 Combat, 36 Combat Anti-tank, 2 Command Post e 21 Mortar Carrier. Todos estes foram entregues até 6 de junho de 2017 e utilizados para equipar a Brigada Mecanizada "Pinerolo".
Em dezembro de 2019, mais 81 Freccia foram encomendados: 5 Combat, 36 Combat Anti-tank, 26 Command Post e 14 Mortar Carrier. 
Serão encomendados 300 Freccia EVO adicionais: 180 em várias versões para completar o equipamento da Brigada Mecanizada "Aosta" e 120 Freccia EVO Reconnaissance para equipar os regimentos de cavalaria do exército. 

## Variantes
- Freccia Combat, com uma torre Hitfist de dois homens com canhão automático KBA 25mm
- Freccia Combat Anti-tank, com uma torre Hitfist de dois homens com canhão automático KBA 25mm e lançador de mísseis antitanque Spike LR duplo
- Freccia Command Post, em duas versões: Freccia Tactical Squad e Freccia Command Squad
- Freccia Mortar Carrier, com argamassa TDA-2R2M 120mm

### Centauro II

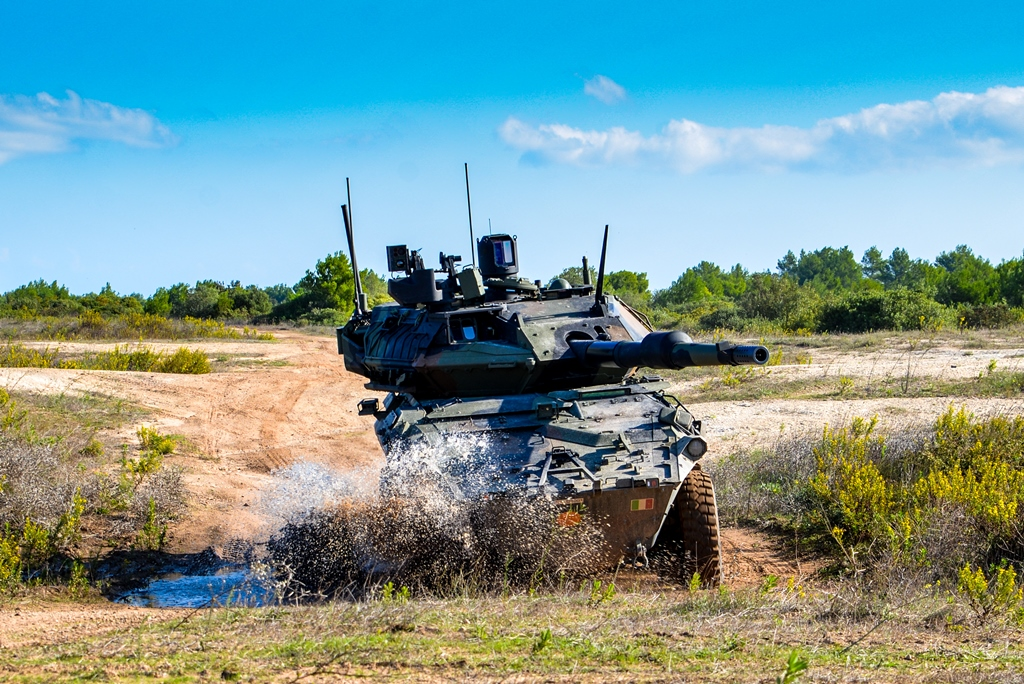
Centauro II do exército italiano.

Em julho de 2018, o Exército italiano assinou um contrato de € 159 milhões (US$ 186 milhões) para adquirir 10 caça- tanques Centauro II , a primeira parcela de um pedido planejado de 150 veículos. O Centauro II de 30 toneladas é baseado no chassi Freccia com uma torre de dois homens com um canhão de 120 mm. Melhorias adicionais incluem um sistema de comunicação digital, um motor de 720 hp fornecendo 24 hp/ton e rodas que se estendem mais longe do casco para maior estabilidade e melhor proteção contra explosões de minas. 
Devido à combinação de sua configuração de oito rodas e chassi revisado, o Centauro II pode suportar o recuo mais alto de um canhão de 120 mm de alta velocidade, enquanto veículos equivalentes com menos rodas ou chassis mais fracos são frequentemente limitados a velocidades mais baixas e/ou canhões de calibre. A arma também é equipada com um freio de boca eficiente. 

### Freccia EVO
O Freccia EVO é um desenvolvimento do Centauro II com uma torre remota Hitfist OWS com canhão automático de 30 mm. O exército planeja adquirir 300 Freccia EVO, 120 dos quais na variante Reconnaissance. 
- Freccia EVO Combat, com uma torre remota Hitfist OWS com canhão automático de 30 mm
- Freccia EVO Reconnaissance, com uma torre remota Hitfist OWS com canhão automático de 30 mm e mastro com sensor Janus

## Operadores
- Itália - em julho de 2018, o exército italiano assinou um contrato de € 159 milhões (US$ 186 milhões) para adquirir 10 caça- tanques Centauro II , a primeira parcela de um pedido planejado de 150 veículos.